# 停滞前線

天気図における停滞前線の記号。

停滞前線（ていたいぜんせん、英: stationary front）は、暖かい空気と冷たい空気の勢力がほとんど等しい接触面で発生する前線。他の前線に比べて動きが遅く、停滞しているように見えることから名付けられた。

## 特徴
日本付近をはじめとした北半球では、北極に近いほど冷たい寒気団が、赤道に近いほど暖かい暖気団が存在している。そして、これらの気団で構成される高気圧がいくつか存在し、季節によって弱くなったり強くなったりしている。
高気圧からは（その高気圧を構成する）気団と同じ性質を持った空気が気流（風）として吹き出しており、より気圧の低いほうへと流れていく。すると、2つの方向からこの気流が流れてきてぶつかる地域が出現する。
ここで、2つの気流のどちらかがもう1つよりも強い勢力関係にあると、温暖前線や寒冷前線となる。2つの気流のどちらとも同じくらいの勢力関係であれば、停滞前線となる。
このとき、気流の吹き出しは前線の南北で拮抗しているか、南北両方とも吹き出しが弱い状態にある。気流の方向は、高気圧性の時計回りの風向によるので、前線の北側は東や北東の風、南側は西や南西の風となる。
北側の寒気、南側の暖気どちらかの勢力がもう一方を上回ると停滞状態は解消される。温暖前線や寒冷前線に変わる場合もあれば、規模が小さいため天気図上には描かれなくなることもある。
前線の周りの空気の構造を見てみると、温暖前線と同じように、寒気の上に暖気が緩やかな角度で乗り上げる形をしていることが多い。ただ、天気図で停滞前線として描かれていても、局地的には寒冷前線のような構造であったりすることがある。これは、天気図が総観スケールの気象状態を描くことを重視しているためである。
停滞前線の長さは一般的に温暖・寒冷前線と同じ数百 - 2,000km程度であるが、時に3,000 - 4,000kmくらいの長さに伸びることもある。上空から見た前線の雲域は幅500 - 1,000kmくらいである。雲の大部分は前線の北側にある。又、前線の北側300km以内で降水があることが多い。
前線には低気圧がつきものであり、停滞前線も例外ではない。しかし、停滞前線の場合は低気圧があまり発達せず、天気図に描かれないことも多い。一方、上空では明瞭な気圧の谷を伴う。また、停滞前線上に低気圧が発達すると、反時計回りの風向になって停滞前線が解消され、温暖前線や寒冷前線に変わってしまう。ただし低気圧が移動してしまっても、停滞前線の要因である気団は停滞する場合が多く、しばらくすると再び停滞前線が形成されることがある。

### 停滞前線の形状・移動
停滞前線は南北方向にはほとんど移動しないが、その地域の空気の流れ（偏西風）とともに常に東に移動している。しかし、見かけ上天気図では移動していないように見える。また、前線は直線的な場合が多いが、波打ったような形をしていることもある。この波打ちを前線性波動と呼び、偏西風の蛇行によって生じるものであるが、停滞前線は他の前線に比べてこれが少ないことが大きな特徴である。
また、厳密には、停滞前線は南北の空気の『押し合い』ではなく、南北の空気の境界線（=前線性波動）が波打ちながら東向きに通過していくものである。波打つので、見かけ上は押し合って南北に上下しているように見える。前線が南や北に後退したように見えるのは、前線性波動が南や北に移動してしまったことを意味する。

### 通過前・通過時・通過後の気象の特徴
天候は、どちらかといえば温暖前線の通過時に近いとされているが、場合によっては寒冷前線に似た天候に変わることがある。
前線が短時間で通過することは少ないので、変化は感じられにくい。短時間の場合は温暖前線や寒冷前線と同じように気温・湿度・風・気圧が変化する。
前線面にできる雲は主に、前線から北側に向かって順に層雲・層積雲・乱層雲である。積乱雲が発達する場合もある。
多くの場合、温暖前線のような強度変化の少ない弱い雨が、さらに長時間降る。雨が数日間降り続くこともある。また、曇天が続くこともある。ただ、時に強い雨が降ることもある。

### シアーライン化
停滞前線の南北にある気団の性質が似てくると（特に温度が同じになると）、雲の帯を形成する前線としての性質がなくなり、名残として気流のみが残る場合がある。これをシアーライン（shear line）という。規模が小さいため天気図上には記入されないが、ウインドシアとなり航空機にとっては危険である。

## 地域性・季節性
停滞前線は、季節性が強いのが特徴である。日本付近では、主要な2つのほか、いくつか確認されている。
梅雨前線
梅雨に発生する停滞前線。5月に華南や南シナ海付近で発生し、中国から日本付近を北上、8月には朝鮮半島北部や北海道付近に達して消滅する。亜熱帯前線（熱帯=夏の空気と温帯=春秋の空気の境目）の1つ。時に集中豪雨や大雨となることがある。
秋雨（秋霖）前線
秋雨に発生する停滞前線。9月に東日本付近に発生して南下、10月に日本の南東沖に達して消滅する。亜熱帯前線の1つ。台風に影響して大雨となる場合がある。
春雨前線（菜種梅雨の停滞前線）
3月 - 4月ごろに発生することがある停滞前線。偏西風の大蛇行=ブロッキングによるもので、持続期間は数日程度。
山茶花梅雨の停滞前線
11月 - 12月ごろに発生することがある停滞前線。偏西風の大蛇行=ブロッキングによるもので、持続期間は数日程度。
偏西風の大蛇行=ブロッキングによるものは、季節を問わず発生することがある。これによりヨーロッパや北米などでも停滞前線が見られる。偏西風の蛇行が少ないのが停滞前線の特徴であると先述したが、ブロッキングの場合は蛇行のカーブが前線の規模よりも大きい。ブロッキング高気圧が梅雨で言うオホーツク海高気圧の役割をして、梅雨や秋雨と同じような状態が局地的に出来上がるものである。